# Hannelore Graubner
Hannelore Graubner (* 7. Juni 1924 in Erfurt; † 4. Juli 1982 ebenda) war eine deutsche Komponistin und Lyrikerin.

## Leben
Hannelore Graubner erhielt frühzeitig Blockflöten- und Klavierunterricht. Nach Abschluss der Mittelschule in Erfurt absolvierte sie von 1941 bis 1943 eine fünfsemestrige Ausbildung zum Jugend- und Volksmusikleiter an der von den Nationalsozialisten nach dem sogenannten Anschluss Österreichs gegründeten Staatlichen Hochschule für Musikerziehung in Graz-Eggenberg (das Institut wurde kurz vor Kriegsende geschlossen; mit dem Leiter der Musikhochschule, Felix Oberborbeck, NSDAP-Mitglied seit 1933, blieb Graubner nach dem Krieg noch im Kontakt, sie nahm auch an Treffen von ehemaligen Dozenten und Studierenden teil). Von 1943 bis April 1945 lehrte sie an der Jugendmusikschule in Melle/Westfalen. In den Nachkriegsjahren bereitete sie sich durch Privatunterricht bei der Konzertpianistin Gertrud Lehmann und Prof. Johann Cilenšek (Harmonielehre und Kontrapunkt) auf ein Privatmusikerzieher-Studium vor, das sie zum Wintersemester 1947 an der Hochschule für Musik Franz Liszt zu Weimar aufnahm. Nach Abschluss 1949 war sie freiberuflich tätig und schuf Lieder, Chorsätze, Hausmusik, Kammermusik sowie Solo-Instrumentalwerke und Lyrik.
1952 heiratete sie den Erfurter Musikpädagogen und Musikhistoriker Gerhard Schmidt. Im gleichen Jahr wurde auch ihr Sohn Rüdiger geboren. Hannelore Graubner war Mitglied im Verband der Komponisten und Musikwissenschaftler der DDR (VKM) – Bezirksverband Thüringen.

## Werke
- Kammerchorzyklus für Frauenstimmen op. 4 nach Texten von Lori Ludwig
- Sonata piccola capricciosa op. 5 für Alt-Blockflöte und Klavier
- Klaviersonate op. 7
- Sonate für Violine und Klavier op. 7
- Die Igelei für Sprechstimme und Klavier op. 9 nach eigenen Texten
- Buschekat für Sprechstimme und Klavier op. 9/2 nach eigenen Texten
- Zwei Kinderlieder op. 10 für hohen Sopran und Klavier, nach eigenen Texten
- Zwei Duos op. 11 für Sopranblockflöte und Klavier (Hausmusikreihe)
- Kammerconcertino op. 12 in einem Satz für Solovioline und Streicher
- Totenlieder op. 14 für mittlere Singstimme und Klavier nach eigenen Texten
- Bläsertrio op. 15 für Flöte, B-Klarinette und Fagott
- Drei Liebeslieder op. 16 für Frauenstimme und Klavier nach eigenen Texten
- Composizione per organum con monoproposta op. 17
- Streichquartett op. 18 (Nathan Notowicz zum Gedenken)
- Bläserquartett op. 19 für Flöte, Oboe, B-Klarinette und Fagott
- Musik zum Tanzspiel ohne Fleiß kein Preis op. 20
- Klaviersonate für Bettina op. 21